# Stewarteiland
Stewarteiland (Engels: Stewart Island; Maori: Rakiura) is het op twee na grootste eiland van Nieuw-Zeeland. Het ligt in het uiterste zuiden van het land, 30 kilometer uit de kust van het Zuidereiland. De Straat Foveaux scheidt de beide eilanden. Er wonen ongeveer 400 mensen het jaar rond, de meesten in Oban.

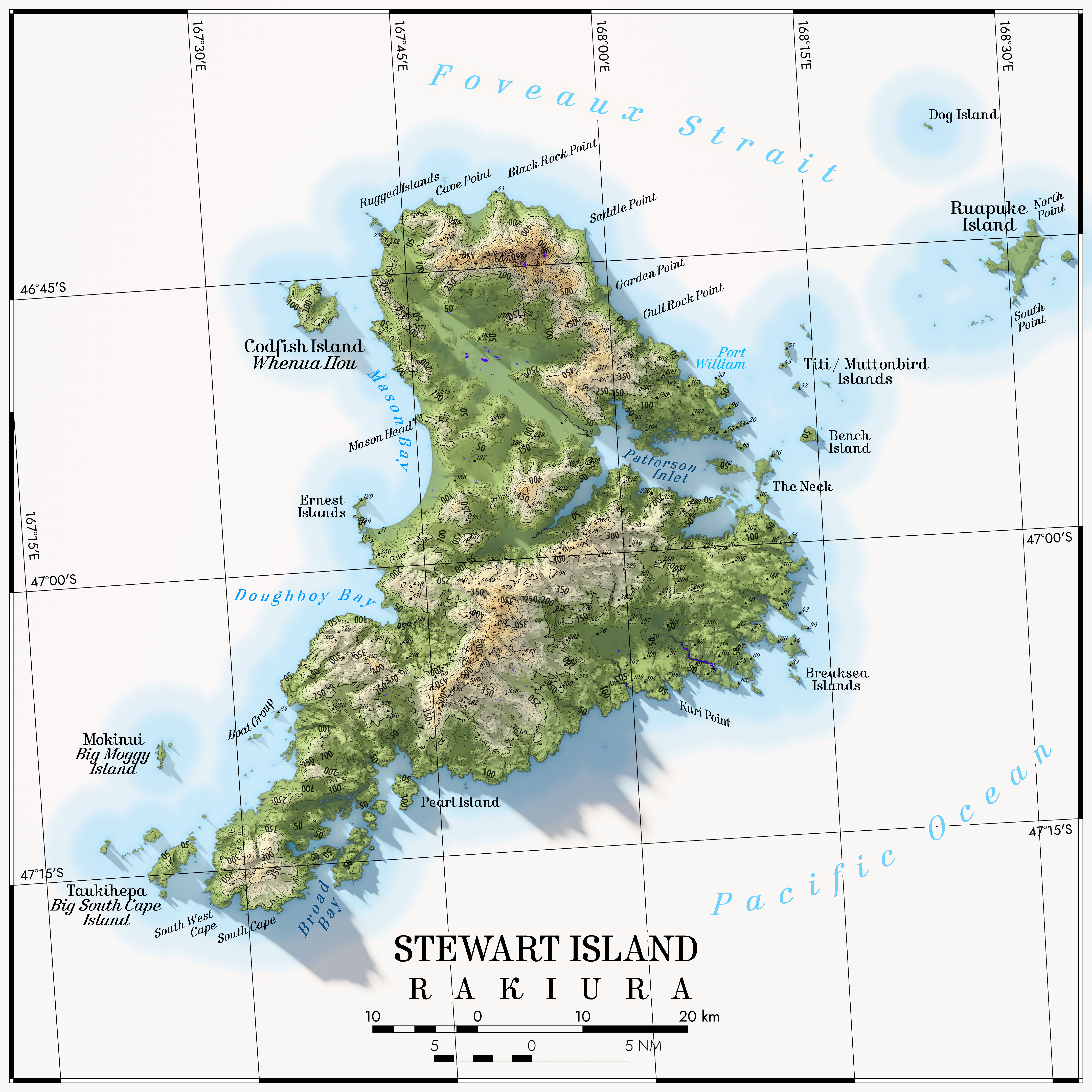
Kaart van Stewarteiland

## Geschiedenis
De oorspronkelijke Maorinaam is Te Punga o Te Waka A Maui, en het eiland speelt een belangrijke rol in de mythologie van het volk. Het kan worden vertaald als De ankersteen van Maui's kano. Het verhaal vertelt over Maui en zijn mannen die vanuit hun kano (het Zuidereiland) een grote vis vingen (het Noordereiland).
Rakiura kan worden vertaald als Glowing Skies, waarschijnlijk een verwijzing naar het zuiderlicht, de aurora australis, of de zonsondergangen waar het eiland bekend om is.
Rakiura kan ook worden uitgelegd als de verkorte versie van Te Rakiura a Te Rakitamau, vertaald als het schaamrood van Rakitamau. De Maori legende vertelt over een belangrijke man op het eiland, Te Rakitamau, die getrouwd was met een jonge vrouw die ongeneeslijk ziek werd. Zij drong er bij hem op aan dat hij met haar nicht zou trouwen nadat zij dood was. Hij voer naar de overkant van de Te Moana Tapokopoko a Tawhiki (nu de Straat Foveaux) naar het Zuidereiland waar de nicht woonde, en kwam erachter dat zij pasgeleden getrouwd was. Hij voelde zich voor schut staan, en een diepe blos verscheen op zijn wangen. Het eiland kreeg zo zijn naam.
Kapitein James Cook was in 1770 de eerste Europeaan die het eiland zag, maar hij dacht dat het deel uitmaakte van het Zuidereiland, en noemde het Zuidkaap. De huidige naam refereert aan kapitein William Stewart, een walvisvaarder die in 1809 het eiland correct in kaart bracht.

## Geografie
Het eiland heeft een oppervlakte van 1746 km². Het noorden van het eiland wordt gedomineerd door de moerassige vallei van de Freshwater-rivier. De rivier ontspringt nabij de noordwestkust van het eiland, en stroomt zuidoostelijk en mondt uit in de zee bij Paterson Inlet. Het hoogste punt op het eiland is Mount Anglem aan de noordkust met een hoogte van 979 meter, een van de pieken in een keten die de Freshwater-vallei omringen.
Het zuidelijk gedeelte van het eiland is heuvelachtig. De rivier de Rakeahua loopt vanuit het zuiden ook naar de zee bij Paterson Inlet. Het zuidelijkste punt in de heuvelrug in het zuiden van het eiland is Mount Allen met een hoogte van 750 meter. In het zuidoosten ligt het land wat lager en omvat de rivieren de Toitoi en de Lords.
Er liggen drie grote en een groot aantal kleine eilanden buiten de kust van Stewart-eiland. De belangrijkste zijn:
- Ruapuke-eiland in de Fouveauxstraat
- Codfisheiland aan de noordwestkust
- Big South Cape-eiland aan de zuidwestpunt
- De Titi-/Muttonbirdeilanden liggen tussen Stewart-eiland en Rauapuke-eiland, rondom Big South Cape-eiland en aan de zuidoostkust.

Daarnaast zijn ook de volgende eilanden noemenswaardig:
- Bencheiland, Native-eiland en Ulva-eiland, alle nabij de monding van Paterson Inlet
- Peareiland, Anchorage-eiland en Noble-eiland nabij Port Pegasus in het zuidwesten
- Solomoneiland

## Bevolking
Het enige dorp op Stewarteiland is Oban met ongeveer 400 inwoners. De plaats ligt aan de Half Moonbaai. Vanuit Bluff is er een regelmatige veerdienst. Ook is er een luchtverbinding met Invercargill. Point Pegasus aan de zuidkust van het eiland was ooit een welvarende plaats, compleet met winkels en een postkantoor. Het is nu niet langer bewoond en is alleen bereikbaar per boot of na een lange tocht over het eiland.
De bevolking leeft voornamelijk van de visserij, alhoewel er ook geld wordt verdiend door toerisme, bos- en landbouw. Meer dan 85% van het eiland maakt deel uit van het Nationaal park Rakiura.

## Flora en fauna
Op Stewarteiland leeft de Stewart Island Brown Kiwi en aan de kust leven zeehonden, geeloogpinguïns en dolfijnen. Het enige zoogdier dat er op het land voorkomt is de vleermuis Chalinolobus tuberculatus.

## Afbeeldingen

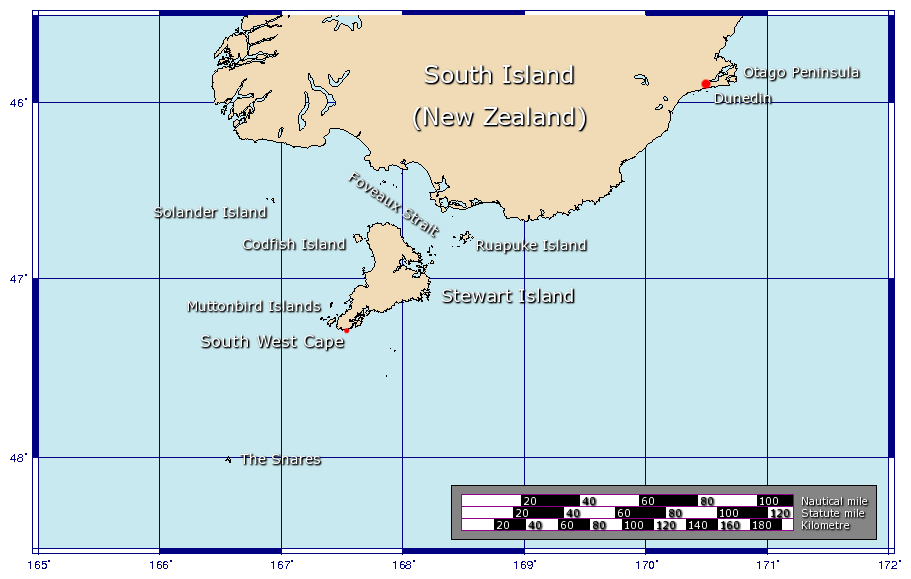
Ligging van Stewarteiland
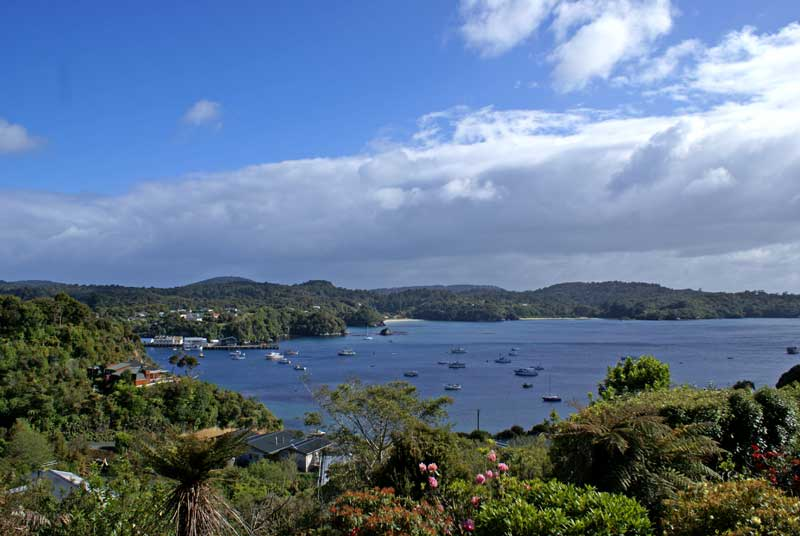
Oban en Half Moon Bay
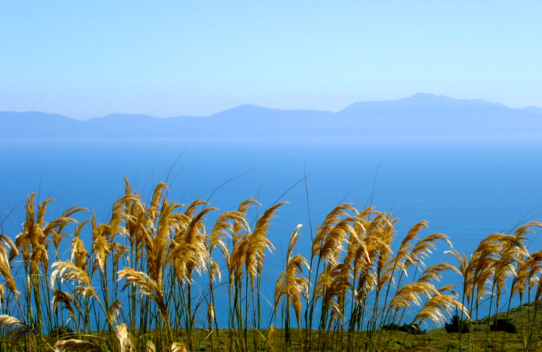
Stewarteiland gezien vanaf Bluff op het Zuidereiland

## Varia
Op 1 april 2005 werd er op de Nieuw-Zeelandse televisiezender TV3 meegedeeld dat de overheid besloten had een groot deel van het eiland aan de Verenigde Staten te verkopen zodat zij daar een militair vliegveld konden openen ter ondersteuning van hun personeel op Antarctica. In de show een week erna vertelde de presentator van het programma, John Campbell, dat hij verwarde telefoontjes had gehad van het kantoor van de premier nadat zij klachten hadden binnengekregen van het publiek. Campbell bevestigde daarna dat het inderdaad ging om een 1 aprilgrap.